# Bahnhof Lyon-Brotteaux
Der Bahnhof Lyon-Brotteaux (französisch Gare de Lyon-Brotteaux) ist ein ehemaliger Personenbahnhof im Stadtviertel Les Brotteaux im 6. Arrondissement von Lyon. Er wurde am 7. Mai 1982 als Monument historique unter Denkmalschutz gestellt. Der Schutz bezieht sich auf die Fassaden und Dachkonstruktion des Zentralbaus sowie beider Seitenflügel und die Empfangshalle sowie deren Dekor.

## Lage
Der Bahnhof liegt an den Kilometerpunkten 5,743 der Bahnstrecke Lyon–Genève und 506,593 der Bahnstrecke Collonges-Fontaines–Lyon-Guillotière auf 173 Metern Höhe.

## Geschichte

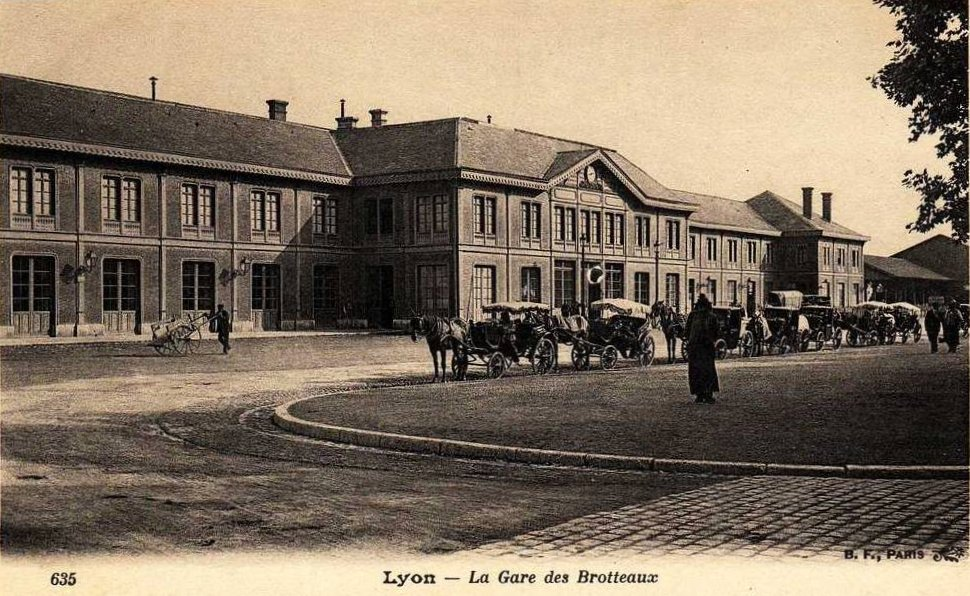
Der erste Bahnhof von Les Brotteaux (1859–1908)

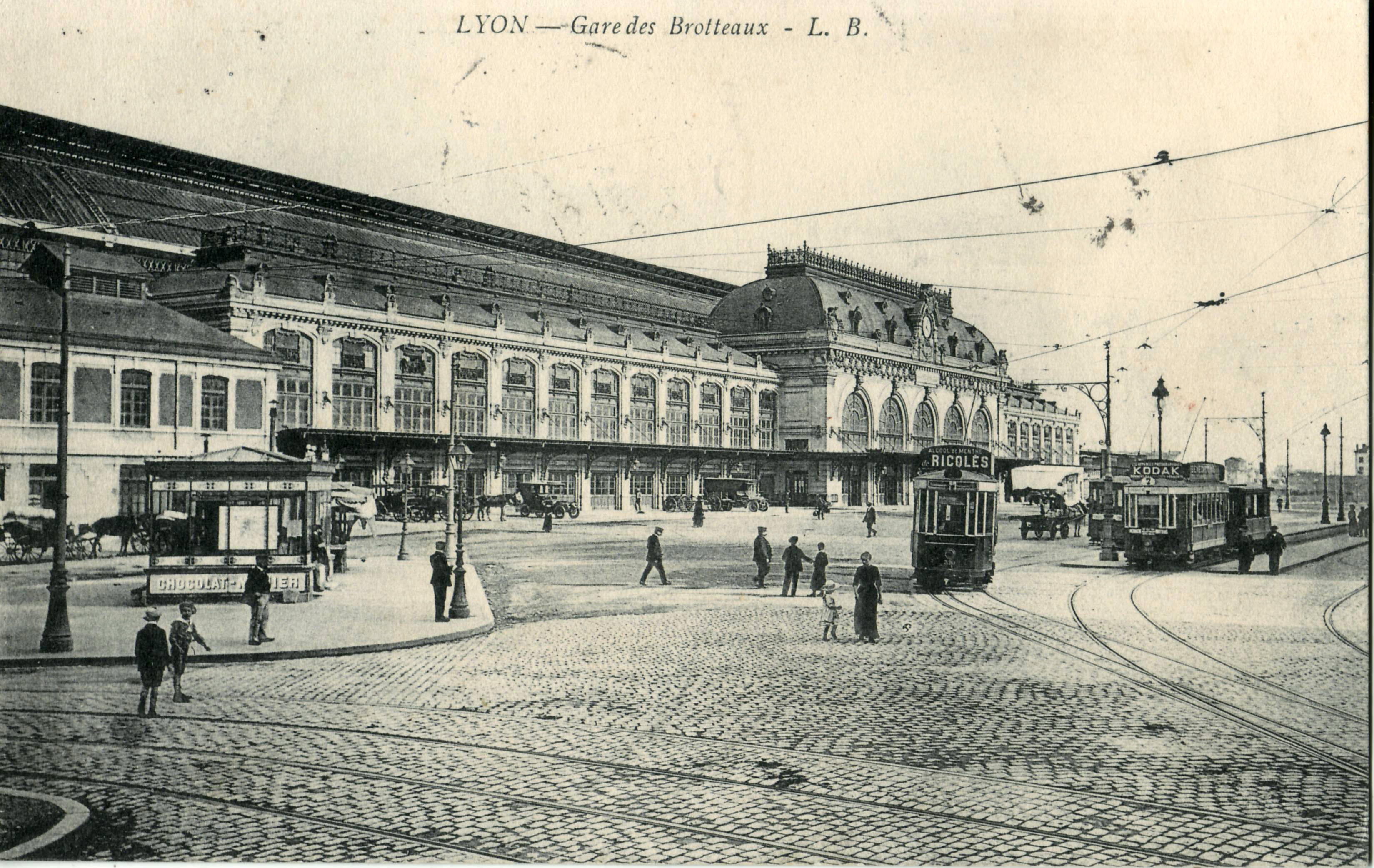
Der zweite Bahnhof von Les Brotteaux, zur Zeit der Straßenbahn OTL

1858 baute die Compagnie des chemins de fer de Paris à Lyon et à la Méditerranée den Endbahnhof der Bahnstrecke Lyon–Genève. Er wurde am 1. Juni 1859 eröffnet und noch im gleichen Jahr (24. November) an den Bahnhof Lyon-Perrache angebunden.
Da der Bahnhof im Innern der Festung des Fort des Brotteaux lag, wurde er ursprünglich aus Holz gebaut, damit man ihn im Falle eines Konflikt leicht abbauen konnte.
Das Gesetz vom 21. August 1884 stellte das Fort von Les Brotteaux außer Dienst. Es begannen lange Verhandlungen zwischen der Stadt und der Betreibergesellschaft über die Errichtung eines neuen Bahnhofs etwas weiter südwestlich. Die Linienführung wurde korrigiert und angehoben, um den Verkehr weniger zu stören. Der Bau wurde 1904 begonnen und 1908 vollendet; im gleichen Jahr wurde der alte Bahnhof abgerissen.
Im Wartesaal erster Klasse dieses Bahnhofs stellte der Künstler Hervé Fischer im April 1979 seine Performance L’avant-garde en gare terminus des Brotteaux vor, eine Kritik an der avantgardistischen Überzeichnung der Kunst in den 1970er Jahren.
Als der TGV Sud-Est in Dienst gestellt wurde, wurde der Bahnhof Brotteaux durch den 700 Meter weiter südlich gelegenen, auf dem Gelände eines alten Güterbahnhofs gleichen Namens errichteten Bahnhof Lyon-Part-Dieu ersetzt und am 13. Juni 1983 geschlossen.
Das Bahnhofsdach, eine große Metallkonstruktion, wurde 1985 von der SNCF abgebaut.

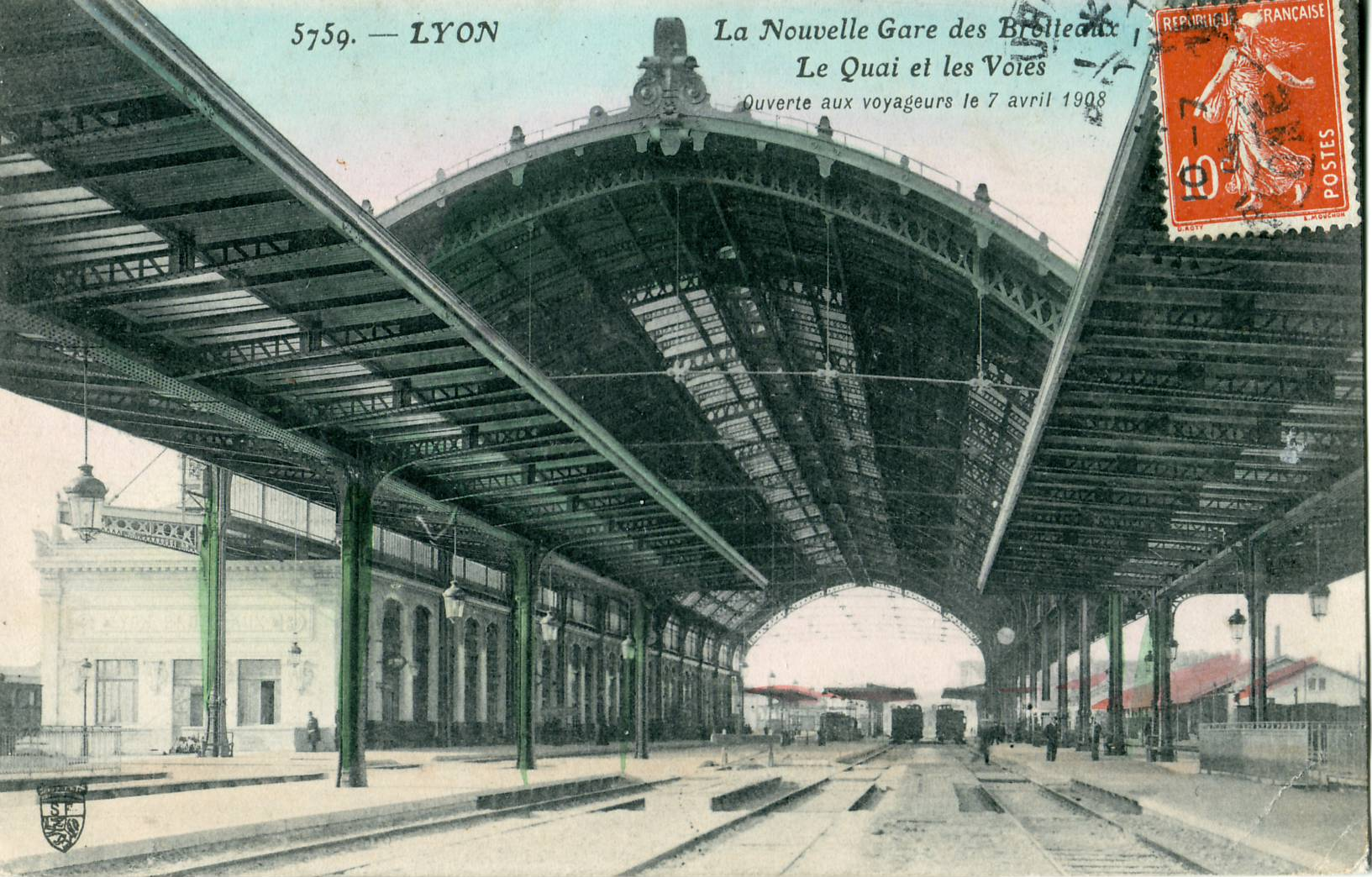
Innenansicht des Bahnhofs mit dem 1985 abgebauten Hallendach
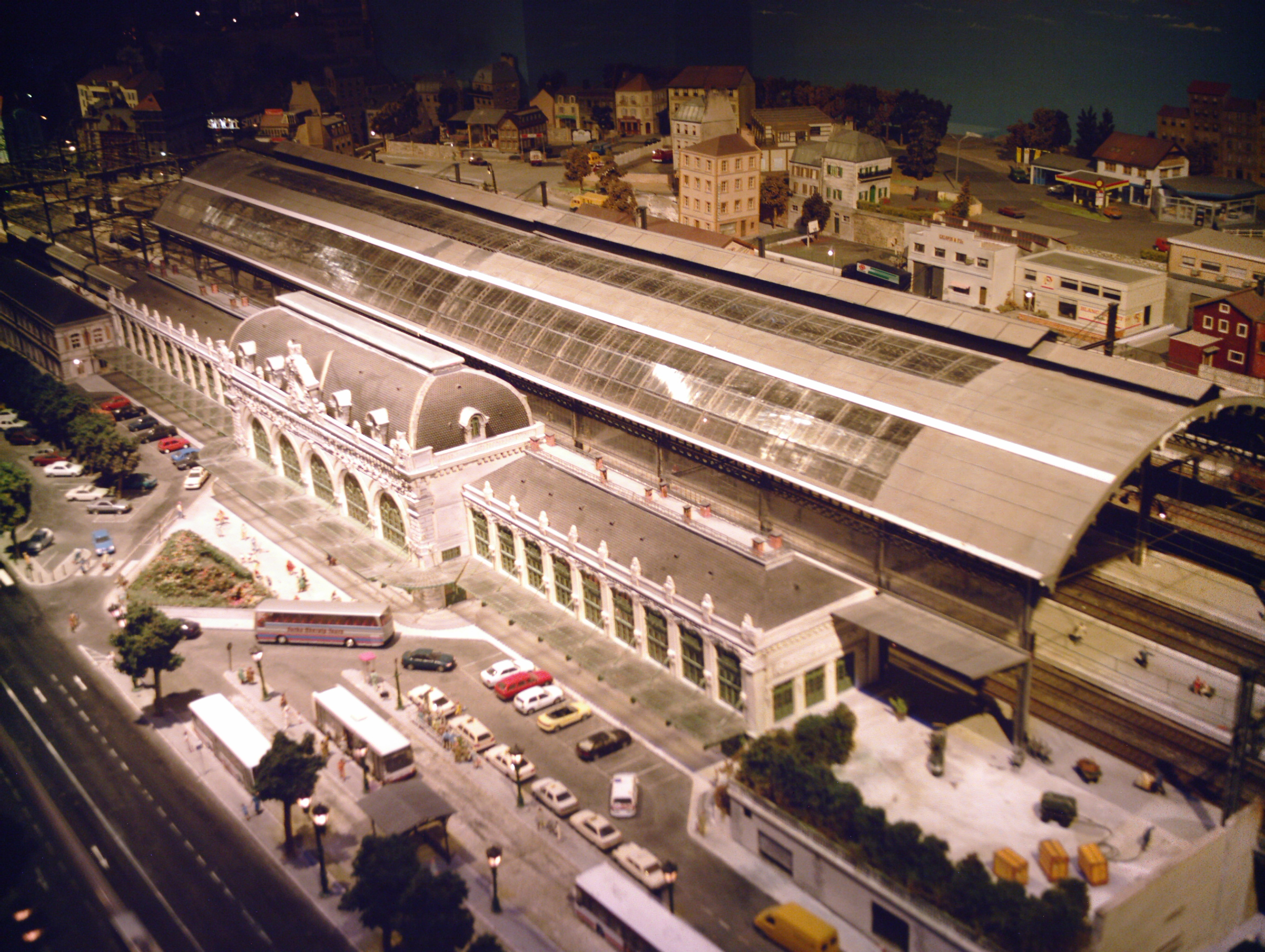
Rekonstitution im Musée du train miniature des Gare des Brotteaux

## Seit der Stilllegung als Bahnhof
1988 wurde der Bahnhof von dem Architekten Yves Heskia renoviert und umgebaut und beherbergt seither Geschäftsräume verschiedener Unternehmen, darunter (Stand 2018) ein Auktionshaus, Restaurants und Bars sowie eine Diskothek. Im Empfangsgebäude ist der ursprüngliche Schmuck mit Malereien verschiedener Künstler enthalten, die die Landschaften der von dem Bahnhof einst bedienten Linien darstellen.

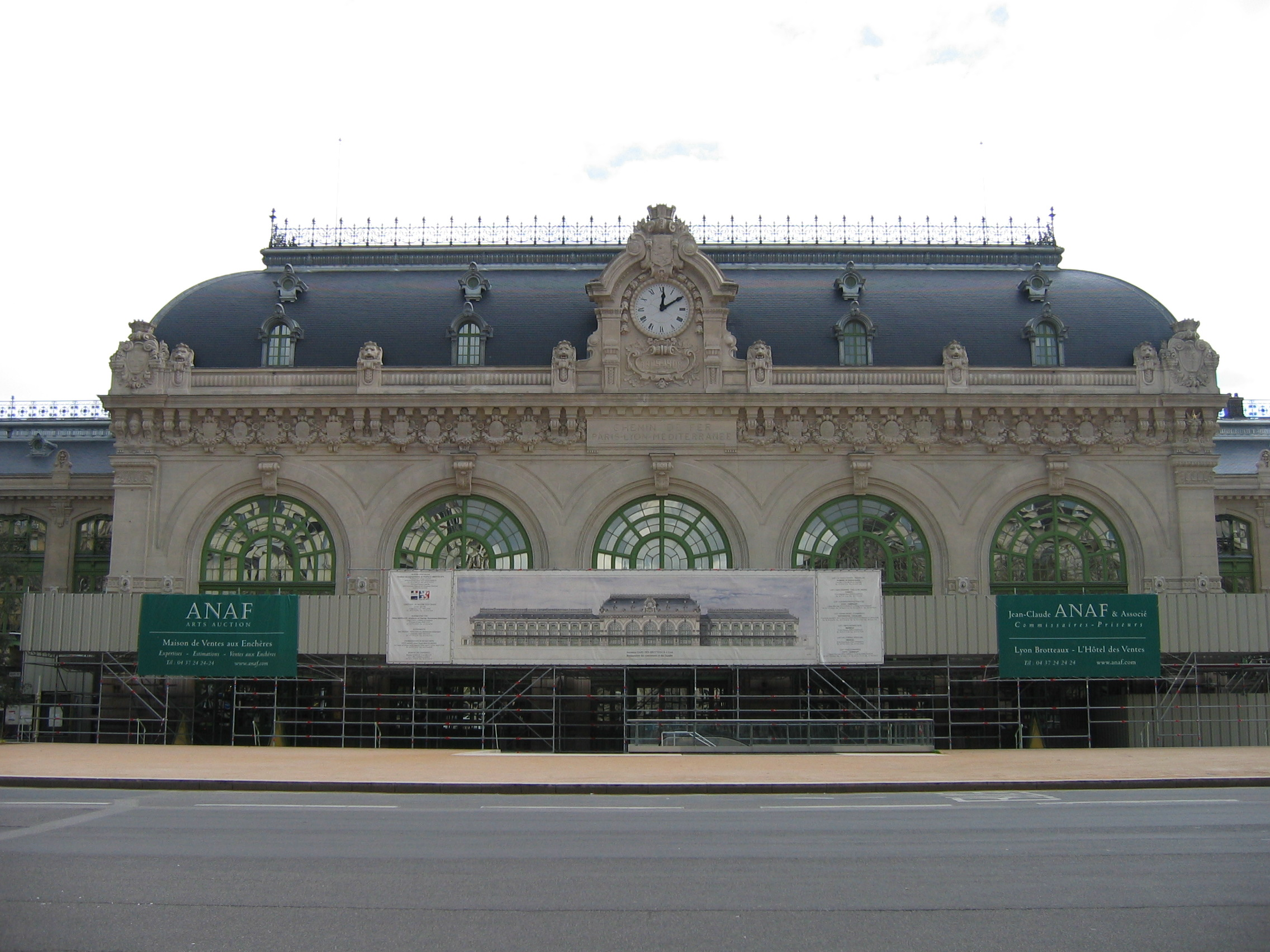
Bahnhofsfassade (2005)
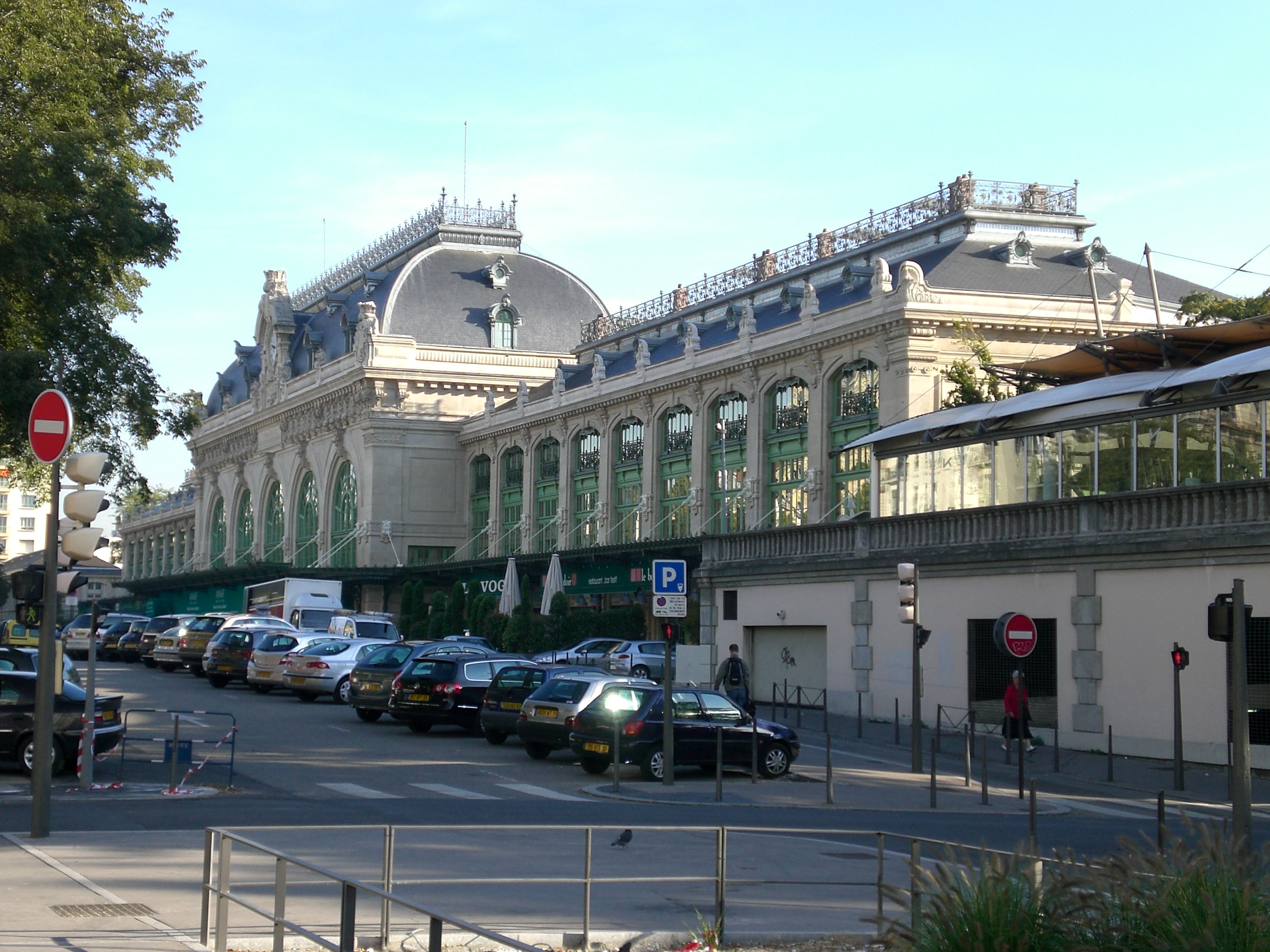
Ansicht von der Rue Vauban (2007)
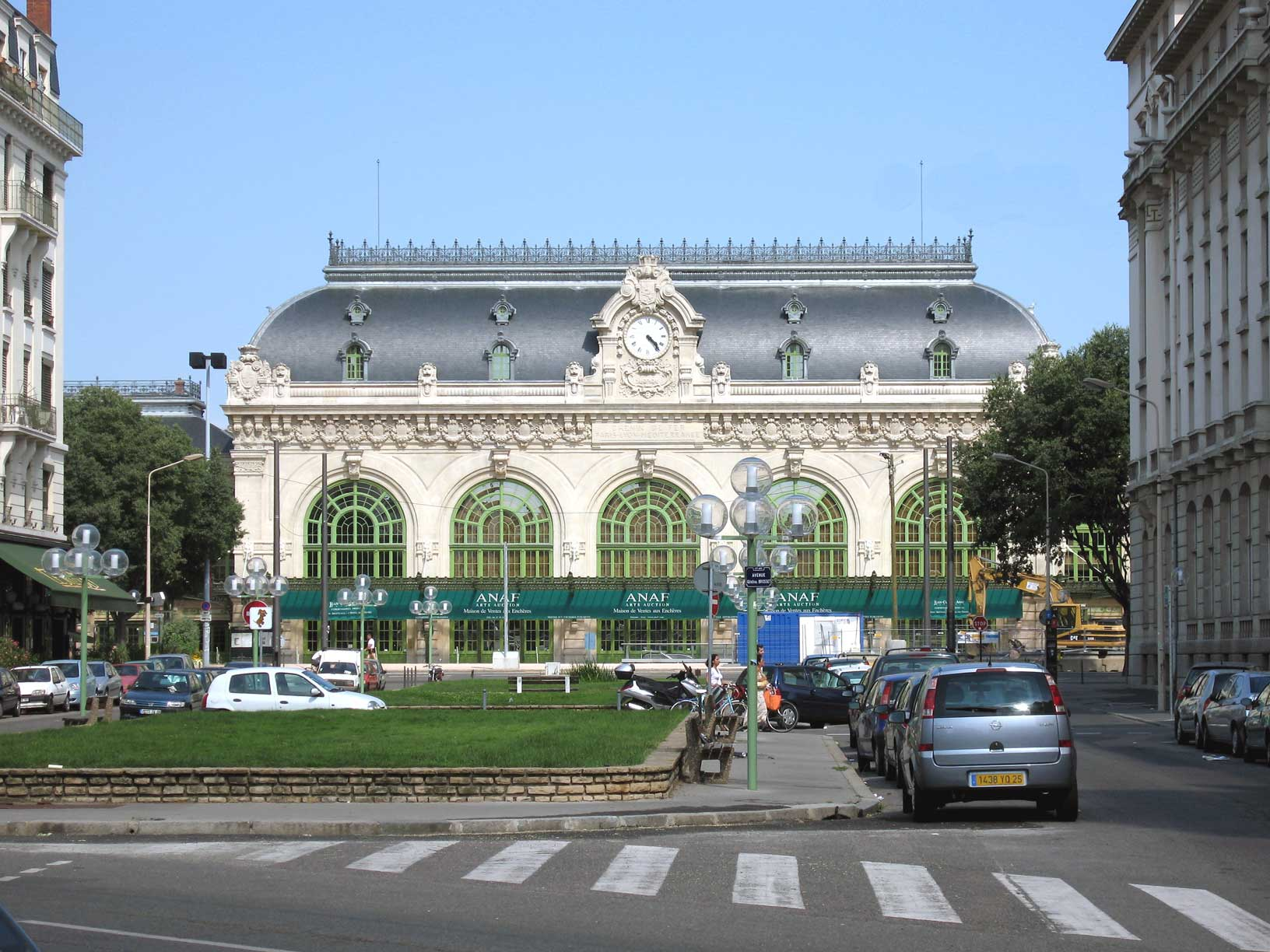
Ansicht von der Avenue Général Brosset (2006)
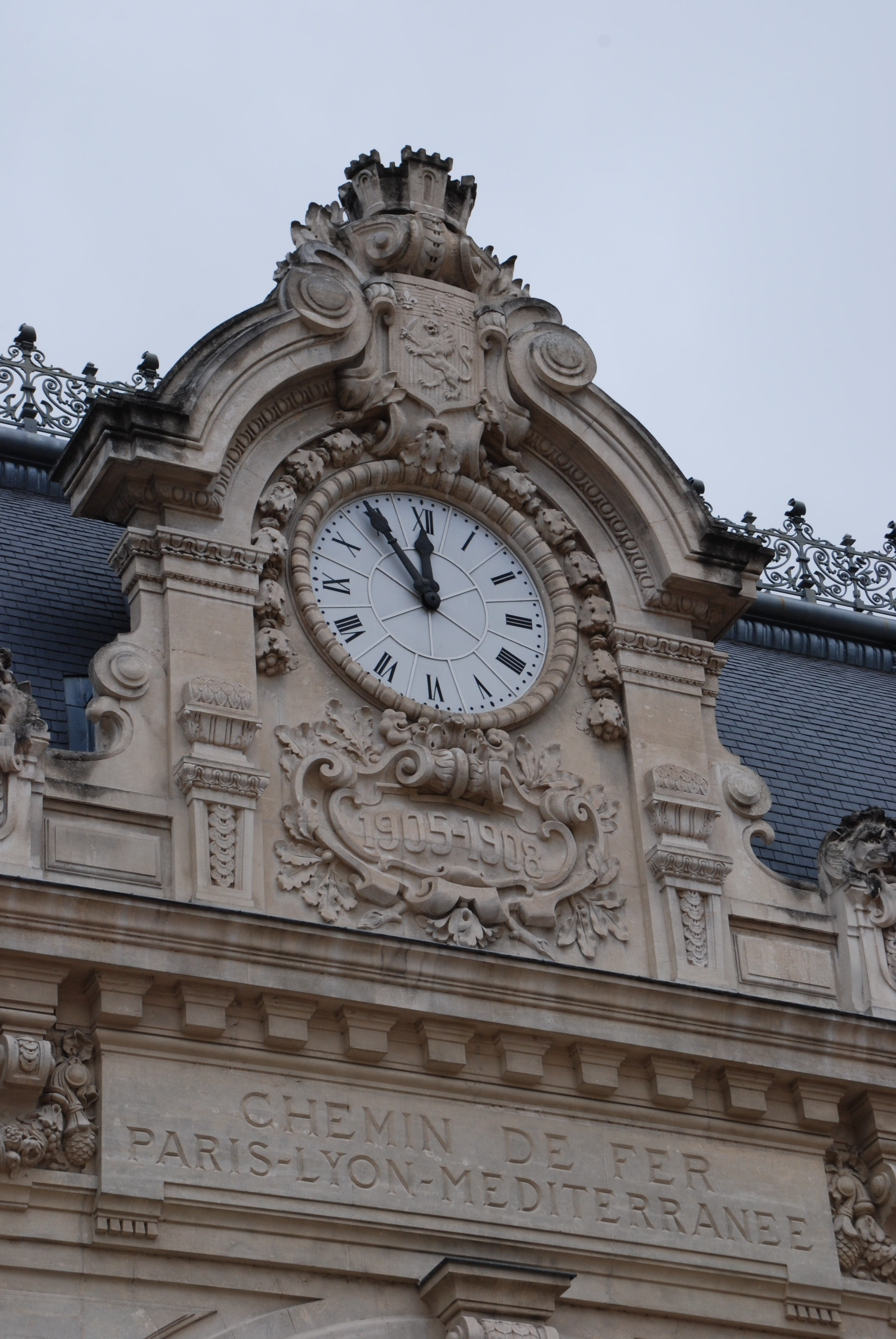
Wahrzeichen des Bahnhofs (2012)